# Norm Crosby
Norm Crosby, właśc. Norman Lawrence Crosby (ur. 15 września 1927 w Bostonie, zm. 7 listopada 2020 w Los Angeles) – amerykański aktor i komik.

## Życiorys

### Wczesne lata
Urodził się w Bostonie w Massachusetts jako syn Ann (z domu Lansky) i Johna Crosby’ego. Wychowywał się w rodzinie żydowskiej w Dorchester w Bostonie.

### Kariera
W latach pięćdziesiątych Crosby rozpoczął swoją karierę w stand-upie jako członek zespołu komediowego Eichrodt & Crosby, przyjmując przyjazną, postawę pracownika fizycznego z sąsiedztwa. Crosby udoskonalił swoje monologi, interpolując malapropizmy. W grudniu 1964 po raz pierwszy pojawił się w programie NBC The Tonight Show Starring Johnny Carson. Pod koniec 1968 wystąpił w dwunastotygodniowym serialu NBC The Beautiful Phyllis Diller Show. Komedia Norma znana jest z jego malapropizmów, takich jak „Mówię z mojego diagramu” i „Piję kawę bez głowy”. Jego zwykły humor uczynił go sympatycznym i zabawnym komikiem. Norm pojawił się w kilku programach typu talk show w latach 60. i 70. XX wieku, takich jak Hollywood Palace, The Smothers Brothers Comedy Hour, The Ed Sullivan Show i innych serialach telewizyjnych. Stał się również znany z bardzo satyrycznego What Was I Thinking?
W 1974 był współgospodarzem kanadyjskiego serialu telewizyjnego Everything Goes. Od 1974 do 1984 gościł w Dean Martin Celebrity Roasts, w tym jednym z George’em Burnsem i Reddem Foxxem. Od 1978 do 1981 był gospodarzem ogólnokrajowego serii The Comedy Shop, w którym prezentowali swój materiał wykonawcy stand-up i legendy wodewilu.
W późnych latach siedemdziesiątych i wczesnych osiemdziesiątych Crosby stał się handlowcem Anheuser-Busch InBev. W tym czasie pojawił się także jako gość-celebryta w wielu teleturniejach, w tym w Celebrity Bowling, Liar's Club, Tattletales i Hollywood Squares. Od 1983 był współgospodarzem programu Jerry’ego Lewisa i dorocznej konferencji Jerry Lewis MDA Labor Day Telethon. Ma gwiazdę w Alei Gwiazd w Los Angeles przy 6560 Hollywood Boulevard.

## Życie prywatne
1 listopada 1966 ożenił się z Joan Crane Foley, z którą miał dwóch synów: Daniela Josepha i Andrew Crane’a.
Zmarł 7 listopada 2020 w wieku 93 w swoim domu w Los Angeles w Kalifornii lat z powodu niewydolności serca.

## Filmografia

### Filmy
- 1989: Search for Haunted Hollywood
- 1994: Stare wygi
- 2002: Osiem szalonych nocy jako sędzia (głos)
- 2007: Klub Dzikich Kotek jako Stan Birnbaum
- 2013: Jeszcze większe dzieci jako pracownik KMartu

### Seriale TV
- 1968: Adam-12 jako Don Simpson / Charlie / Dewey Conroy
- 1978: Statek miłości jako barman Wally
- 1993: Prawnicy z Miasta Aniołów jako Jack Tavelman
- 1993: Diagnoza morderstwo jako Pat
- 1995: Roseanne jako wielebny Crosley
- 1997: Alright Already jako Bernie
- 2000: Buzz Astral z Gwiezdnej Bazy jako Pan Hayman (głos)